# Olympic Studios
Az Olympic Studios egy kereskedelmi hangstúdió, mely London délnyugati részén, Richmond upon Thames kerület Barnes körzetében, a Church Road 117. szám alatt található. A stúdióban rengeteg híres együttes dolgozott az 1960-as és 1970-es években.

## Története
Az eredeti Olympic Sound Studiost az 1950-es évek végén alapították London középső részén. Tulajdonosa Angus McKenzie volt, aki Larry Lyons fulhami Olympia Studióját vette meg. McKenzie ezután kibérelt egy használaton kívüli zsinagógát, ami Carton Place-ben, a Baker Street mellett állt. Az Olympic Studiost Richard 'Dick' Swettenhammel közösen nyitotta meg; ekkor még az Olympia elektroncsöves keverőpultját használták. Keith Grant – aki korábban az IBC Studiosban dolgozott – 1958-ban lett a stúdió hangmérnöke. Swettenham tervezte a világ első tranzisztoros keverőpultját, amit az 1. Stúdióban 1960 körül kezdtek használni. Szintén itt használták először az első 4 sávos keverőpultot Angliában.
Az 1. Stúdiót olyan híres brit együttesek használták, mint a The Yardbirds, Alexis Korner és Graham Bond. Itt készült többek között a The Rolling Stones első kislemeze, a Come On, Dusty Springfield slágerei és a The Troggs Wild Thing című dala. A stúdiót előszeretettel használták az EMI, a Decca Records, a Pye és a Philips A&R-stábjai, és itt készültek a London Weekend Television zenei felvételei is. 1965-ben lejárt a bérleti szerződés, a stúdiót Keith Grant és Cliff Adams vette meg McKenzie-től, 1966-ban pedig mai helyére költöztették. A stúdiónak ma otthont adó épület 1906-ban épült, eredetileg színháznak szánták. Az 1950-es években a Guild TV vette meg és filmstúdióvá alakította. Az épület átalakítását Robertson Grant építész, az akusztikai átalakításokat pedig Keith Grant és Russel Pettinger végezte.
A The Rolling Stones az elsők között volt, aki az új stúdióban készítette felvételeit; a Between the Buttonsszal kezdve hat egymást követő albumot vettek fel itt 1966 és 1972 között. A The Beatles a Baby You’re a Rich Man című dalt készítette a stúdióban. A The Who itt vette fel ma már klasszikusnak számító Who’s Next, The Who by Numbers és Who Are You című albumait. Gyakran dolgozott a stúdióban a Led Zeppelin: 1975-ös Physical Graffiti című albumukkal bezárólag minden lemezükön volt olyan dal, amit az Olympicben vettek fel. Ugyancsak 1975-ben a Queen itt készítette a legendás A Night at the Opera című albumot. Több más előadó is megfordult a stúdióban. Itt készült a Small Faces, Jimi Hendrix, a Traffic, a Hawkwind és a Procol Harum megannyi felvétele (köztük az utóbbi A Whiter Shade of Pale című dala). 1970-ben itt vették fel a Jézus Krisztus szupersztár eredeti albumváltozatát, de több más film – például Az olasz meló (1969) vagy a Jézus Krisztus szupersztár filmváltozata (1973) – zenéjét is itt vették fel.
Az Olympic Studios egyik fő vonzereje az volt, hogy itt dolgozott Glyn Johns hangmérnök-producer és testvére, Andy Johns. A személyzethez tartozott Keith Grant hangmérnök-tulajdonos, Richard Swettenham technikai igazgató, valamint több más tehetséges hangmérnök: a néhai Keith Harwood, George Chkiantz, Eddie Kramer, Phil Chapman, Chris Kimsey, Roger Mayer és Alan O'Duffy. Híresek voltak az „Olympic” keverőpultok is, melyeket Swettenham, Keith Grant és Jim McBride kifejezetten belső használatra épített. 1970 körül Swettenham megkezdte a keverőpultok sorozatgyártását, melyek Helios néven kerültek piacra. Az első pultot, a Helios 1-et Grant a 2. Stúdióban állította be. Az Olympic (és a Helios) pultokat ma is sokra becsülik műszaki tulajdonságaik és minőségük miatt.
Az épületet 1987-ben a Virgin Records vette meg, a stúdiót pedig teljesen kiürítették. Amikor ugyanabban az évben az Olympic elköltöztette raktárát, egy aukciós házat kértek fel, hogy segítsen az épület felszámolásában. Barbara Jefferies, a Virgin Records akkori igazgatója az épület előtti járdára rakatta ki az archívum nagy részét, melyek között az együttesek stúdióban készült és ki nem adott felvételei, filmzenék és más ritkaságok voltak. Ezeket az emberek gyorsan elkapkodták, majd pedig árveréseken tetemes mennyiségű pénzt kaptak értük, a szalagok tartalma pedig kalózfelvételeken vált mindenki számára elérhetővé. Évekkel később, amikor divatossá váltak a díszdobozos, bónuszdalokkal bővített CD-kiadások, az előadóknak saját szalagjaikat többszörös áron kellett visszavásárolniuk.

## A stúdióban dolgozó ismert együttesek, előadók

### 1960-as évek
- The Beatles (1967)
- Blind Faith (1969)
- Dusty Springfield
- Donovan (1967-től)
- Fairport Convention (1968-tól)
- Graham Bond Organisation
- Jimi Hendrix (1967)
- Procol Harum (1967-től)
- Led Zeppelin (1968-tól)
- Ella Fitzgerald
- The Rolling Stones (1966-tól)
- Small Faces (1967-1969)
- Barbra Streisand
- Traffic (1967)
- Scott Walker
- The Yardbirds Eric Claptonnal
- The Zombies (1967)

### 1970-es évek
- Barclay James Harvest
- David Bowie
- The Buzzcocks
- Pink Floyd
- Deep Purple
- Eagles
- Fairport Convention
- Andy Fairweather-Low
- Hawkwind
- Humble Pie
- The Jam
- Jesse Davis
- King Crimson
- Led Zeppelin
- Mott the Hoople
- The Pretty Things
- Queen
- Squeeze
- The Stranglers
- Thin Lizzy
- The Tourists
- The Who
- Barbra Streisand
- Elmer Bernstein
- Tony Bennett
- Sammy Davis Jr.

### 1980-as évek
- Bryan Adams
- Chris De Burgh
- Climie Fisher
- Diesel Park West
- Duran Duran
- Fine Young Cannibals
- Boy George
- Level 42
- Living in a Box
- Paul McCartney
- Kirsty MacColl
- Queen
- Chris Rea
- Roxy Music
- Spandau Ballet
- David Sylvian
- Tears for Fears
- The The
- T’Pau
- Transvision Vamp
- Roger Waters
- Paul Young

### 1990-es évek
- 808 State
- Bad Company
- Björk
- Cast
- The Cranberries
- Depeche Mode
- Des’ree
- Sophie Ellis-Bextor
- INXS
- James
- Jesus Jones
- Alison Limerick
- Morrissey
- Oasis
- Beth Orton
- Pet Shop Boys
- Prince
- Simple Minds
- Suede
- Terence Trent D’Arby
- The Verve
- Zucchero

### 2000-es évek
- Connie Talbot
- The Used
- Oasis
- The Rivitive
- Gwen Stefani
- Madonna
- Kaiser Chiefs
- Arctic Monkeys
- Placebo
- Kasabian
- The Zutons
- Goldfrapp
- Björk
- Babyshambles
- The Pigeon Detectives
- Delta Goodrem
- The Courteeners